# Sóstói Stadion (2018)
Das Sóstói Stadion ist ein Fußballstadion in der ungarischen Stadt Székesfehérvár. Der Fußballverein Fehérvár FC trägt hier seine Heimspiele aus. Die Spielstätte mit 14.201 Plätzen wurde auf dem Grund des alten Sóstói Stadions errichtet, der vorherigen Heimat des Fehérvár FC.

## Geschichte
Das 1967 eröffnete Sóstói Stadion entsprach nicht mehr den Anforderungen an moderne Fußballstadien und war renovierungsbedürftig. In den 2000er Jahren wurden einige Sanierungsarbeiten durchgeführt. Den Anstoß zur Errichtung der neuen Anlage gab ein nationales Stadionsanierungsprogramm für die erste und die zweite ungarische Liga. Die Pläne wurden 2014/15 erstellt, die den Wegfall der Leichtathletikanlage vorsah sowie den Bau drei neuer Tribünen hinter den Toren und auf der Gegengeraden. Die Haupttribüne sollte erhalten bleiben und modernisiert werden. Das Stadion sollte in das umliegende Schutzgebiet mit dem Sós-tó, einem Salzsee, das hinter der Gegengeraden im Osten liegt, integriert werden.
Entworfen wurde die neue Anlage vom Architekturbüro S.A.M.O. aus Budapest. Für die Arbeiten kalkulierte man mit knapp bemessenen 14 Monaten. Die Kosten wurden für das Stadion allein auf unter 13 Mrd. Forint (etwa 40,5 Mio. Euro) veranschlagt. Mit sonstigen Kosten sollten es am Ende knapp über 14 Mrd. Forint sein. Im November 2016 wurde der Neubau begonnen. Während der Bauarbeiten stellte man statische Probleme bei der Haupttribüne fest. Dies brachte Änderungen und Verzögerungen mit sich. Der größte Teil des Zuschauerrangs musste abgerissen und neu aufgebaut werden. Aus den 14 Monaten wurden mit 22 fast zwei Jahre Bauzeit. Am 21. November 2018 konnte die Einweihung mit einem Ligaspiel vor 11.251 Zuschauern gegen Újpest Budapest (1:0) gefeiert werden. Den ersten Treffer in der neuen Heimat erzielte Roland Juhász.
Das Stadion wurde nicht umzäunt, um sich harmonisch in die 23.000 m² Grünfläche mit Wegen und einem 30 Meter hohen Aussichtsturm hinter der Südtribüne einzufügen. Letztendlich beliefen sich die Kosten auf 13,98 Mrd. Forint (rund 43,64 Mio. Euro). Die renovierte Haupttribüne überragt die drei neuen Ränge leicht. Das Stadion kann in den Vereinsfarben rot und blau beleuchtet werden. Die Bestuhlung ist ebenfalls in den Farben des Clubs gehalten. An der Fassade dominieren die V-förmigen Stahlträger der Dachkonstruktion. Hinter der Südtribüne legen einige Trainingsplätze und eine Leichtathletikanlage, die schon vor dem Stadionumbau vorhanden waren. Die Zuschauerkapazität ist gegenüber dem alten Sóstói Stadion mit 14.300 Plätzen fast gleich geblieben. Während der Bauarbeiten trug der Fehérvár FC seine Heimspiele in der rund 42 km entfernten Pancho Arena in Felcsút aus.
Die Namensrechte hielt seit der Eröffnung der Mineralölkonzern MOL, der zudem Hauptsponsor des Vereins war. Das Stadion hieß daher MOL Aréna Sóstó. Im Sommer 2023 beendete MOL das Sponsoring, womit das Stadion den historischen Namen Sóstói Stadion erhielt.